# Hermann Buhl
Hermann Buhl (ur. 21 września 1924 w Innsbrucku, zm. 27 czerwca 1957 na Chogolisie w Karakorum) – austriacki wspinacz, alpinista i himalaista. Jest uważany za jednego z najlepszych wspinaczy w historii. Jest szczególnie znany jako prekursor zdobywania Himalajów stylem alpejskim.

## Dzieciństwo i młodość
Był najmłodszym z czworga rodzeństwa. Po śmierci matki spędził kilka lat w sierocińcu. Jako dziecko należał do gromady zuchów w Innsbrucku aż do chwili zakazania skautingu w Austrii. Będąc nastolatkiem był bardzo wrażliwy, a przy tym dosyć chorowity. Zaczął się wspinać już w latach 30. w Alpach. W 1939 roku dołączył do będącego stowarzyszeniem alpinistycznym Niemieckiego Towarzystwa Alpejskiego w Innsbrucku i wkrótce opanował wspinanie się na drogach o trudnościach sięgających 6 stopnia. Należał także do górskiego pogotowia ratunkowego w Innsbrucku.
W trakcie II wojny światowej przerwał studia handlowe i dołączył do oddziałów alpejskich. Następnie walczył pod Monte Cassino, gdzie został wzięty do niewoli przez Amerykanów. Po odzyskaniu wolności powrócił do Innsbrucka i zarabiał na życie podejmując się różnych dorywczych prac. Pod koniec lat 40. ukończył kurs przewodnika górskiego.

## Wyprawy w Himalaje i Karakorum
W 1953 roku wyruszył na Nanga Parbat (8126 m n.p.m.), dziewiątą najwyższą górę świata, wraz z niemiecko-austriacką wyprawą kierowaną przez Karla-Marię Herrligkoffera w wymiarze organizacyjnym oraz Petera Aschenbrennera pełniącego funkcję szefa wspinaczy. Ponadto członkami wyprawy byli: Fritz Aumann, Albert Bitterling, Hans Ertl, Walter Frauenberger, Otto Kempter, Hermann Kollersperger oraz Kuno Reiner. Buhl podczas zdobywania szczytu ostatnie 1300 metrów przeszedł samotnie, bez aparatury tlenowej, będąc pod wpływem środka dopingującego na bazie amfetaminy. 3 lipca po ogromnych zmaganiach jako pierwszy człowiek stanął na szczycie tego ośmiotysięcznika. Wcześniej 31 osób, które próbowało tego dokonać, poniosło śmierć.
Jako pierwszy zdobył także Broad Peak (8047 m n.p.m.), 12. najwyższy szczyt na świecie, znajdujący się w Karakorum na granicy Pakistanu z Chinami. Dokonał tego 9 czerwca 1957 roku wraz z Fritzem Winterstellerem, Marcusem Schmuckiem oraz Kurtem Diembergerem.
Kilka tygodni po zdobyciu Broad Peak Buhl i Diemberger podjęli próbę wejścia stylem alpejskim na pobliski, wtedy jeszcze niezdobyty, szczyt Chogolisa, a dokładnie na jego południowo-wschodni wierzchołek znajdujący się na wysokości 7654 m n.p.m. (Chogolisa II). Będąc już niedaleko szczytu Buhl wszedł na nawis śnieżny i spadł wraz z nim. Jego ciała nigdy nie odnaleziono.

## Publikacje
- Hermann Buhl: Nanga Parbat Pilgrimage. Hodder & Stoughton; 1956.
- Hermann Buhl: Nanga Parbat Pilgrimage. The Lonely Challenge; 1999, Seattle, Mountaineers Books, ISBN 0-89886-610-3.
- Hermann Buhl: Achttausend Drüber und Drunter. Polskie wydanie: Poniżej i powyżej 8000 metrów; 1994, Wydawnictwo AT – Hudowski & Marcisz, ISBN 0-9521421-7-1.